# Mandelinky
Mandelinky (Chrysomelinae) je podčeleď patřící do čeledi mandelinkovití (Chrysomelidae) v rámci řádu brouků (Coleoptera).

## Triby
- Chrysomelini
- Gonioctenini
- Phyllocharitini
- Timarchini